# Iwaniwka (hromada Petrykiwka)
Iwaniwka (ukr. Іванівка) – wieś na Ukrainie, w obwodzie dniepropetrowskim, w rejonie dnieprzańskim, w hromadzie Petrykiwka. W 2001 liczyła 1957 mieszkańców.